# Monthly Comic Flapper
Monthly Comic Flapper (月刊コミックフラッパー, Gekkan Komikku Furappā) est un magazine japonais mensuel édité par Media Factory depuis le 5 novembre 1999, remplaçant le Comic Alpha.

## Historique
Le magazine célèbre son 100e numéro en mars 2008.